# Chiesa di Santa Lucia (Bonorva)
La chiesa di Santa Lucia è una chiesa campestre situata in territorio di Bonorva, centro abitato della Sardegna nord-occidentale. Consacrata al culto cattolico, fa parte della parrocchia della Natività di Maria, arcidiocesi di Sassari.
La chiesa sorge nell'omonima località a breve distanza dall'importante necropoli preistorica di Sant'Andrea Priu. Edificata in forme romaniche verso il XIV secolo, è stata più volte rimaneggiata con interventi che ne hanno alterato la struttura e l'aspetto.
Ogni 1º maggio, in occasione delle annuali celebrazioni della santa, il sito diventa oggetto di pellegrinaggio da parte di numerosi fedeli provenienti da diverse parti della Sardegna per chiedere una grazia o sciogliere un voto.

## Bibliografia

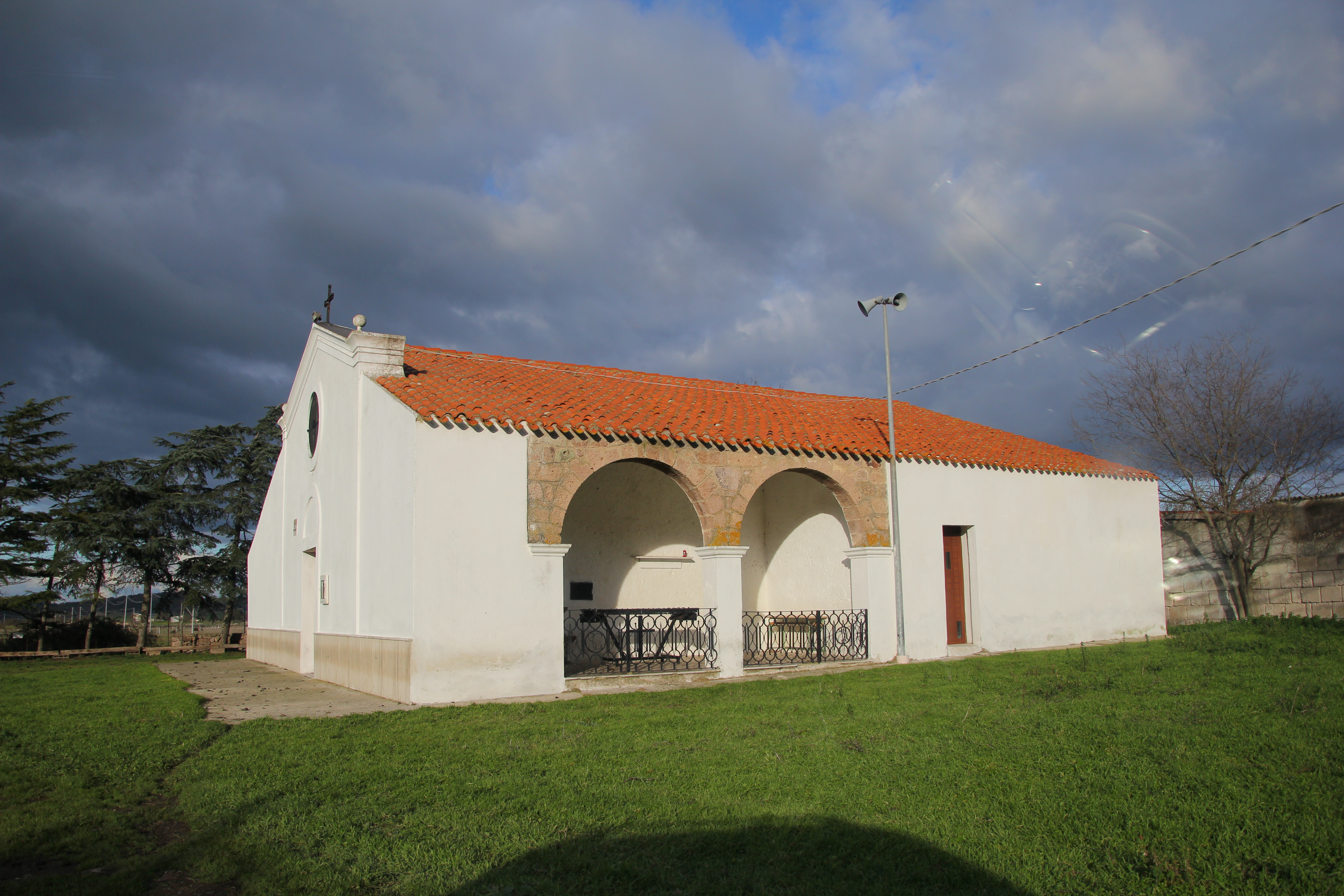